# Stadtmauern von Nikosia

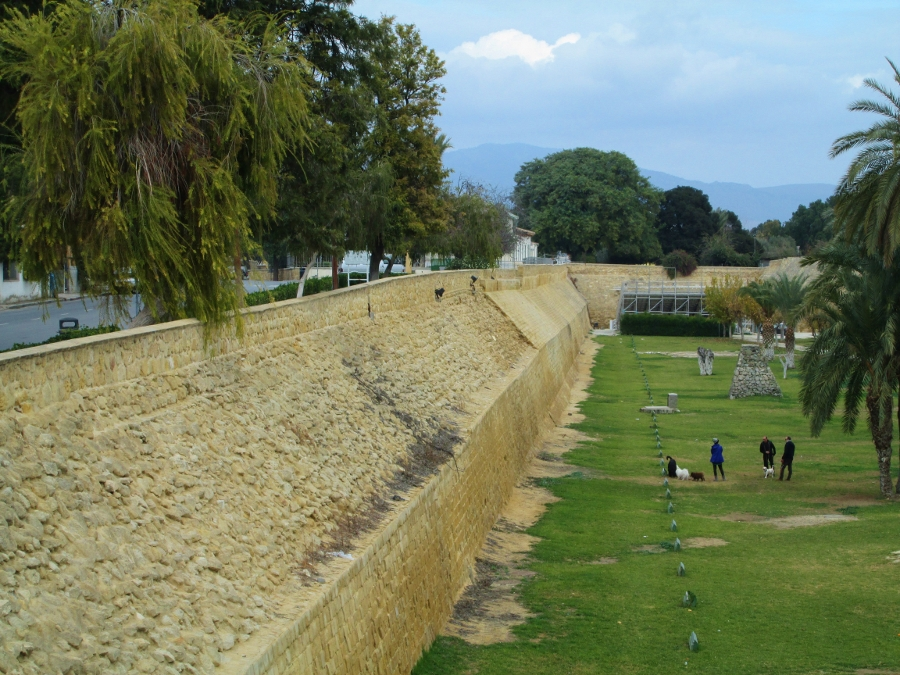
Die venezianischen Mauern

Die Stadtmauern von Nikosia entstanden in den letzten Jahren der venezianischen Herrschaft auf Zypern, um dessen Hauptstadt Nikosia gegen erwartete Angriffe durch die Osmanen zu schützen. Sie ersetzten eine Verteidigungsanlage aus dem frühen 13. Jahrhundert in den Jahren 1567 bis 1570 und sind bis heute weitgehend intakt. Als eine der besterhaltenen Anlagen zählt sie zu den bedeutendsten Touristenattraktionen der Stadt. In der Renaissance galt Nikosia als Beispiel für eine Idealstadt. Neben elf Bastionen weist die Anlage drei Stadttore auf, die nach den Nachbarstädten Paphos-, Famagusta- und Kyreniator heißen. Zur Zeit der Venezianer, deren Herrschaft 1570/71 endete, hießen diese Porta Domenica (nach dem für die Mauern abgerissenen Kloster), Porta Giuliana (nach dem Festungsingenieur Giulio Savargnano) und Porta del Provveditore, womit an den venezianischen Militärgouverneur, den Provveditore Francesco Barcaro und seine großen Beiträge zum Bau erinnert wurde.

## Geschichte

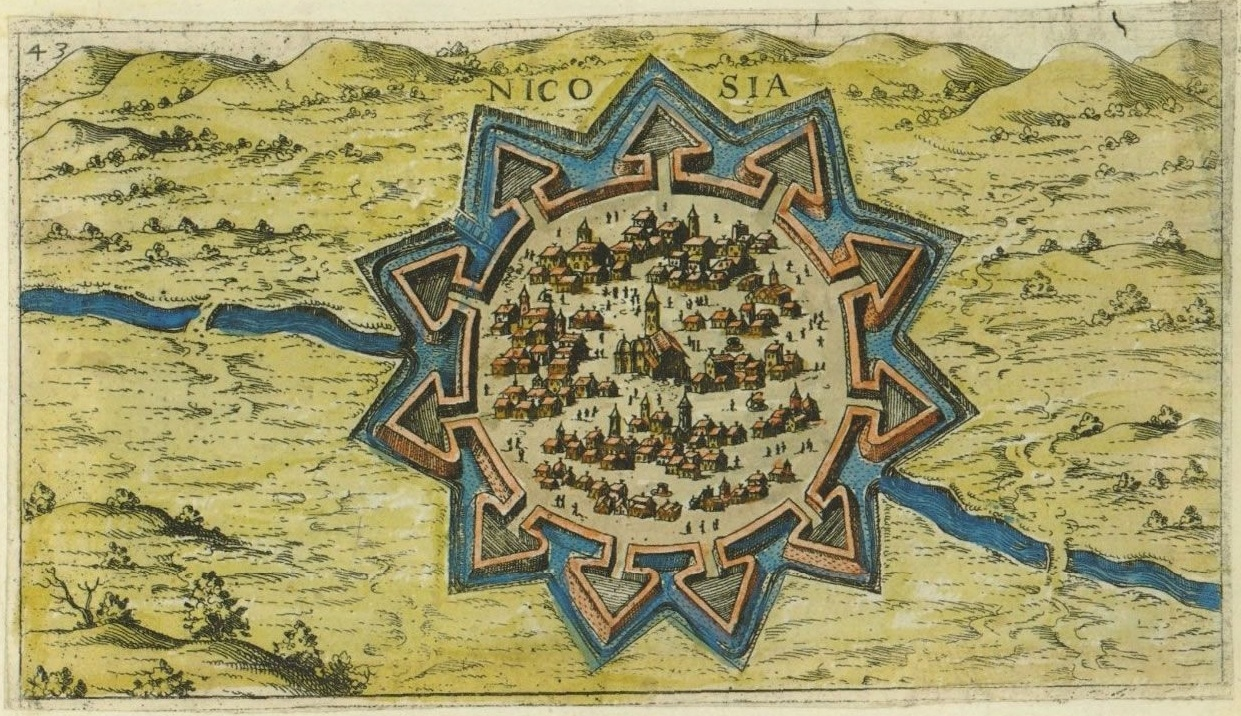
Stadtplan nach Giacomo Franco, 1597

### Vorgängerbauten
Der Vorgängerbau der heutigen Anlage, von der nur wenige Spuren verblieben sind, ging auf das Jahr 1211 zurück, als König Hugo I. von Lusignan die Stadt befestigen ließ, die von den Genuesen bedroht wurde, die in Famagusta saßen. Diese Mauern, die byzantinische Vorgänger ersetzten, waren weiter als die späteren venezianischen. Sie sollen binnen zehn Monaten gebaut worden sein. Der etwa fünfeckige Mauerverlauf ist unklar, die Länge wurde auf knapp 7 und bis zu 15 km veranschlagt.

### Stadtmauer rund um die Stadt (ab 1368)
Unter König Peter I. entstand der Margarita-Turm ab 1368. Unter Peter II. entstand erstmals eine Mauer rund um die Gesamtstadt, wobei der besagte Turm, der nahe dem Famagusta-Tor stand, vor 1376 abgerissen wurde. Die Mauer besaß insgesamt fünf Tore.

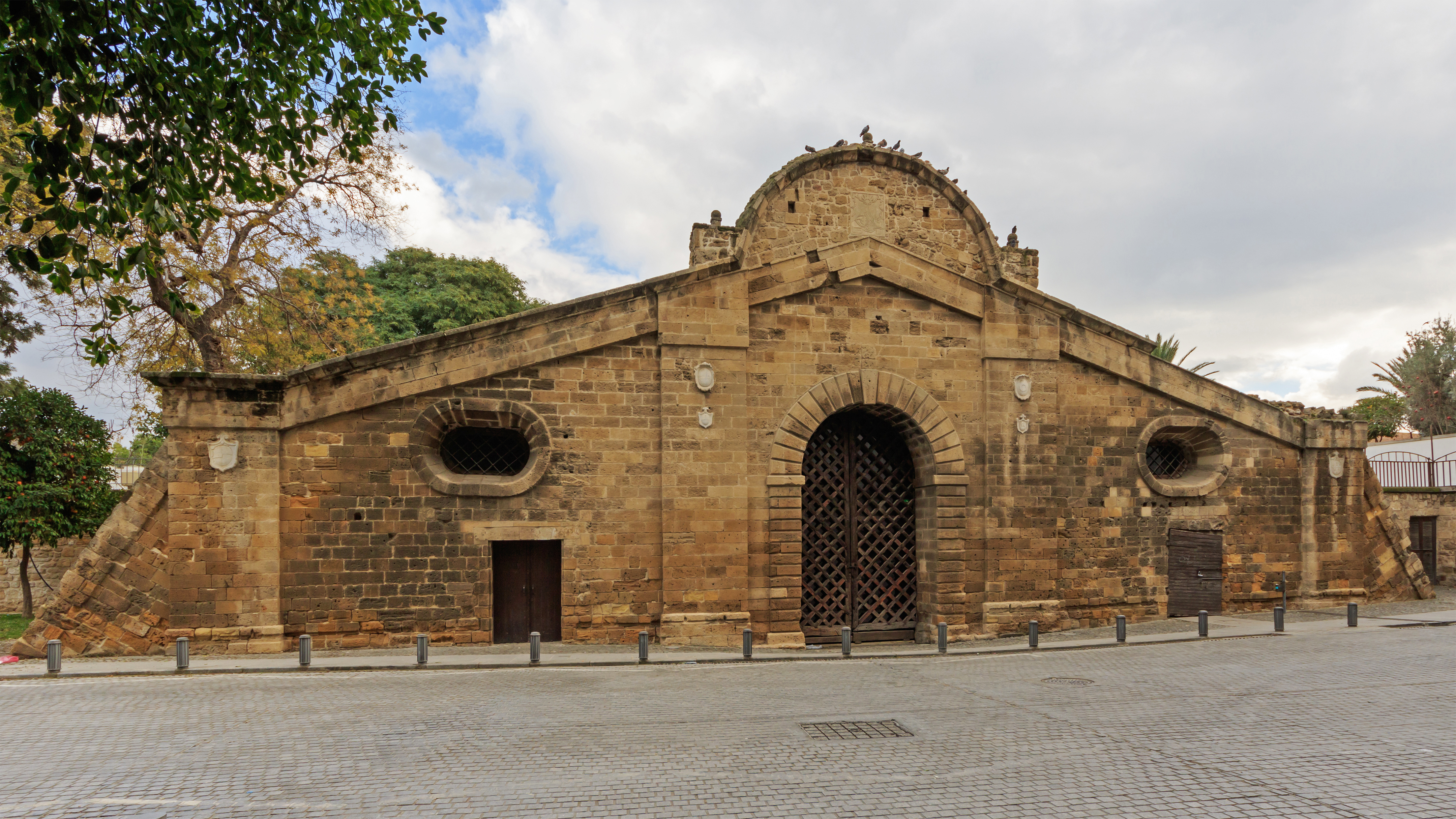
Das Famagusta-Tor, die einstige Porta Giuliana, birgt heute das Nicosia Municipal Culture Centre

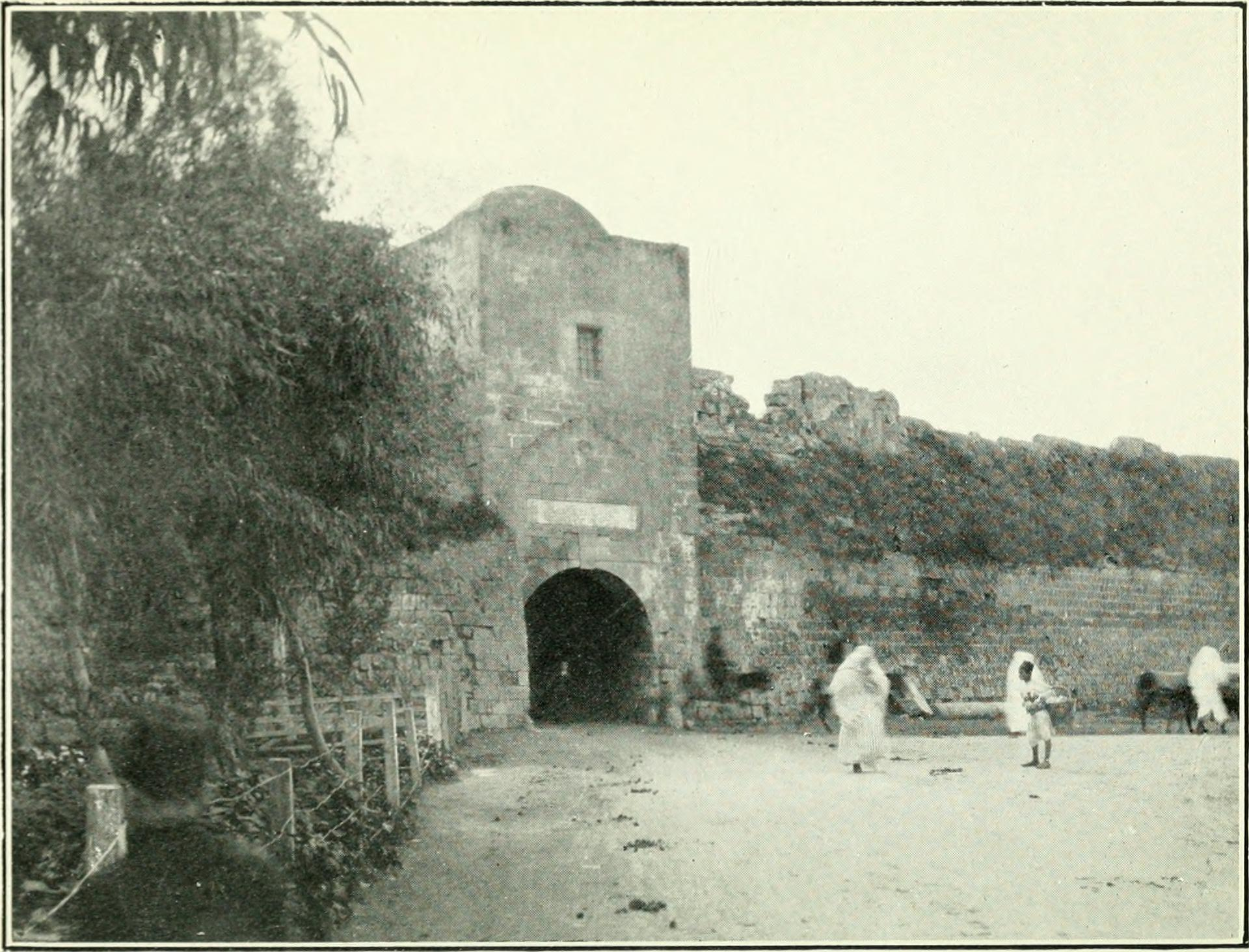
Das Kyrenia-Tor im Jahr 1908

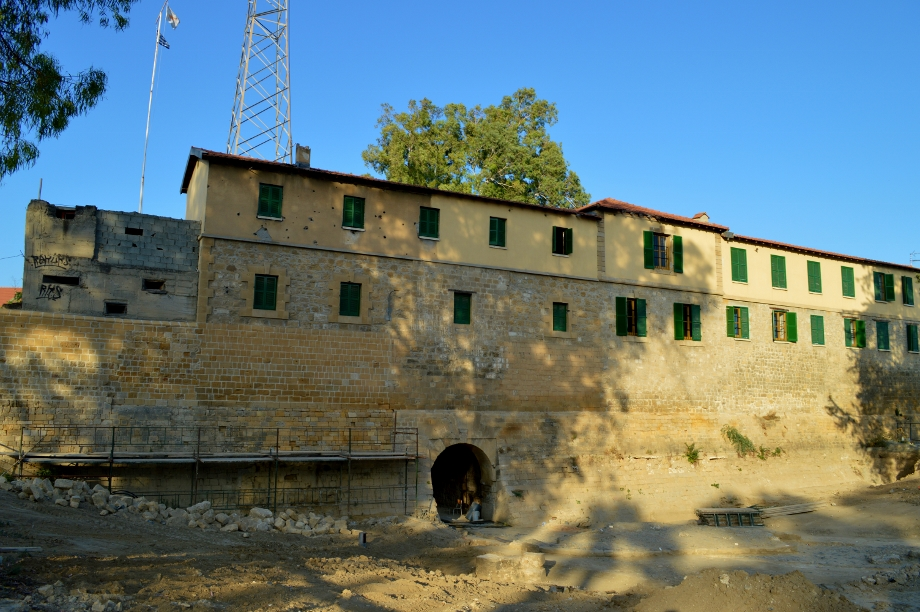
Das Paphos-Tor im Jahr 2014

Obwohl die Insel 1489 endgültig an Venedig kam, wurde zunächst nichts zur weiteren Befestigung Nikosias unternommen.

### Ausbau unter den Venezianern gegen Ende ihrer Herrschaft
Dies änderte sich mit der Großen Belagerung von Malta im Jahr 1565 endgültig, die die Malteser auf der Grundlage ihrer gewaltigen Festungsanlage abwehren konnten. Beunruhigt waren die örtlichen Magistrate bereits seit 1560, als die Osmanen erhebliche Rüstungsanstrengungen entlang der Südküste Anatoliens erkennen ließen. So erfolgte 1567 der Beschluss, auch Nikosia zu befestigen, das laut Samuele Romanin 70.000 Einwohner zählte.

### Umfassende Neuanlage, spätere Nutzungen
Dazu wurden die Festungsbauingenieure Giulio Savorgnan und Francesco Barbaro beauftragt, wobei ersterer dem Senat in Venedig verdeutlicht hatte, dass die Hälfte der alten Mauern in Ruinen lag. Binnen kurzer Zeit wurden die alten Mauern niedergelegt, weil sie den inzwischen verbreiteten Kanonen nicht standhalten würden, Gelände erworben und auch Häuser und angeblich mehr als 80 Kirchen und Klöster wichen dem neuen Bauvorhaben. Ihr Material wurde in die Mauern verbaut. Der Pedieos wurde aus der Stadt umgeleitet und mündete nun in den Stadtgraben. Die beinahe kreisförmige Anlage erstreckte sich über eine Länge von fünf Kilometern mit elf fünfeckigen Bastionen.
Die Porta Famagusta, auch als Porta di Sotto (unteres Tor) bekannt, liegt nur 137 (innen), bzw. 132,6 m über dem Meeresspiegel, während sich das Paphos-Tor fast 150 m über dem Spiegel des Meeres erhebt. Die baulichen Strukturen oberhalb dieser Pforte nutzten die Osmanen als Waffenarsenal.
1879 ließen die Briten das Tor schließen, heute nutzt es die örtliche Polizei und die Feuerwehr. Das Tor liegt heute unter dem Straßenniveau, die es umgehende Passage entstand 1979. Auf dem Kyrenia-Tor entstand 1821 ein Wachraum. Im Famagusta-Tor entstand ein Brunnen. Die Stadttore wurden in osmanischer Zeit mit dem Morgengebet geöffnet und mit dem Abendgebet geschlossen. Die Handhabung in der venezianischen und der Lusignan-Zeit bleibt in den Quellen ungenannt. Auf der Constanzo-Bastion entstand eine Moschee, die Bayraktar-Moschee. Ein unbekannter Standartenträger (Bayraktar) soll als erster die osmanische Flagge auf der Bastion aufgepflanzt haben. Zur Erinnerung an ihn erhielt die Bastion den Namen Bayraktar Burcu. Möglicherweise war der Name des „Märtyrers“ Alemdar Kara Mustafa.

### Die Bastionen
Die Bastionen erhielten unter den Venezianern die Namen der bedeutendsten Familien der venezianischen Kolonie sowie derjenigen, die am meisten zu den Kosten des Bauwerks beigetragen hatten. Die Namen der Bastionen lauteten demzufolge: Caraffa, Podocattaro, Constanza, D’Avila, Tripoli, Roccas, Mula, Quirini, Barbaro, Loredan und Flatro. Heute liegen die Bastionen Caraffa bis Tripoli in der griechischsprachigen Südhälfte der Stadt, während die Bastionen Roccas bis Loredan im türkischsprachigen, seit 1974 von der Türkei besetzten Nordzypern liegen. Nur die Flatro-Bastion liegt in der Pufferzone der Vereinten Nationen.

### Osmanische Belagerung (1570/71)
Die aufwändigen, drei Jahre dauernden Bauarbeiten waren weitgehend abgeschlossen, als es 1570 zum Krieg mit den Osmanen kam. Am 1. Juli 1570 begann deren Invasion unter dem Befehl von Piali Pascha. Die Belagerung von Nikosia begann gut drei Wochen später am 22. Juli. Sie dauerte bis zum 9. September, als den Belagerern der Durchbruch an der Podocattaro-Bastion gelang. Wie der Historiker Étienne de Lusignan berichtet, waren noch immer nicht alle Gräben der Lusignan-Anlage verfüllt gewesen, die Mauern waren noch nicht vollständig mit Steinen ausgestattet. Nach ihm wäre die Stadt mit einer fertiggestellten Verteidigungsanlage uneinnehmbar gewesen, zumal 250 Kanonen auf den Mauern standen.
Die Verteidiger wurden hingerichtet, die Bewohner in die Gefangenschaft geführt. Lala Mustafa Pascha ließ eine Garnison von 4000 Soldaten und 1000 Reitern in der Stadt, doch wurde die Stadt später stark vernachlässigt.

### Osmanische Befestigungen, Mauerdurchbrüche (ab 1879) unter den Briten, Umnutzungen
Zunächst aber ließen die Eroberer die Ausstattung der Mauern mit Steinen nachholen. Zum Wiederaufbau von Mauer und Stadt wurden Handwerker aus dem Reich entsandt. Ein Baumeister namens Bostan beaufsichtigte den Festungsbau. Auch wenn es Anfang des 17. Jahrhunderts noch zu Reparaturen kam, so war die Stadt praktisch wehrlos. Noch als die Briten die Kolonialherrschaft 1878 antraten, genügte die Mauer, um der gesamten Bevölkerung Nikosias Raum zu bieten, doch wuchs die Bevölkerung stark an.
1879 wurde ein Durchgang am Paphos-Tor durch die Mauer gebrochen, als 1929 eine Buslinie eingerichtet wurde, konnte dieser das Kyrenia-Tor nicht passieren, so dass einer der Bögen abgerissen wurde. Dort entstand 1931 ein Durchbruch. Am Famagusta-Tor wurde ein Teil der Mauern 1945 abgerissen. Insgesamt entstanden so neun Durchbrüche, dazu einige für Fußgänger. Auf der Quirini- (Cephane-) Bastion entstand 1939 der Palast des district commissioners; heute ist es ein Präsidentenpalast der Türkischen Republik Nordzypern. Unter Rauf Denktaş kamen weitere Gebäude auf den venezianischen Mauern hinzu. 2003 restaurierten türkische und griechische Zyprioten gemeinsam die Roccas-Bastion. Auf der Zahra-Bastion entstand 1953 ein Sportclub. Christen benutzten die D’Avila-Bastion im 19. Jahrhundert als Friedhof, doch finden sich dort keine Überreste mehr. Zunächst verband eine Holzbrücke die Altstadt mit der modernen Stadt, später erfolgte der Bau einer steinernen Brücke. Die Ausschreibung von 2005 für die Gestaltung der griechischen Seite gewann Zaha Hadid; im Norden entstand bis 2011 der Mahmutpaşa-Autopark.